# Jenna Bågeberg
Jenna Bågeberg (Kontiolahti, 27 agosto 1988) è una cantante finlandese.

## Biografia
Jenna Bågeberg è salita alla ribalta nel 2006 con la sua partecipazione al festival del tango finlandese Seinäjoen Tangomarkkinat, dove si è piazzata fra i finalisti. Ha ripreso parte alla competizione nell'edizione successiva ed è stata eletta vincitrice e incoronata regina del tango del 2007. La vittoria alla rassegna le ha fruttato un contratto discografico con la Mediamusiikki, su cui ha pubblicato il suo album di debutto Aamukuuteen nello stesso anno, seguito da Nyt! nel 2011; quest'ultimo ha debuttato nella classifica finlandese al 49º posto.

## Discografia

### Album in studio
- 2007 – Aamukuuteen
- 2011 – Nyt!

### Singoli
- 2005 – Käy luonain eilinen/Olen yksinäinen
- 2006 – Kaksi kynttilää
- 2007 – Sanatonta rakkautta
- 2007 – Raju rakastaja/Kylmät huulet
- 2007 – Oi juhla juhlien (con Tommi Soidinmäki)
- 2007 – Aamukuuteen
- 2008 – Öisellä rannalla
- 2008 – Sinua varten
- 2009 – Voitko edes teeskennellä
- 2010 – So What
- 2010 – Tatuoitu kyynel
- 2011 – Älä kiusaa
- 2011 – Roskaa ja tuskaa
- 2011 – Madonna ja enkeli
- 2012 – Salaisuus
- 2013 – Bang bang bang
- 2013 – Saharaan